# Karakterer i Modern Family
En liste over karakterer fra ABC-sitcomet Modern Family vil blive kategoriseret i de tre hovedfamilier i sitcommen. Disse familier er Dunphy-familien, Pritchett-Delgado-familien og Tucker-Pritchett-familien. Karaktererne tager sit udspring i Jay Pritchett, som sammen med hans tidligere kone DeDe Pritchett har fået og opdraget to børn, nemlig Claire og Mitchell Pritchett. Claire er blevet gift med Phil Dunphy og de to har fået tre børn, som er Haley, Alex og Luke Dunphy, mens Mitchell er blevet homoseksuel og har dannet partner med Cameron Tucker, hvor de to har adopteret en vietnamesisk pige, som de har givet navnet Lily Tucker-Pritchett. Siden hen er Jay Pritchett dog blevet skilt med DeDe Pritchett og har fundet en noget yngre kvinde fra Colombia ved navn Gloría Delgado, som allerede havde fået en barn ved navn Manny med sin fraskilte mand Javier Delgado.

## Dunphy-familien
|      |      |      |      | Claire | Claire | Claire | Claire | Claire | Claire |      |      | Phil | Phil | Phil | Phil | Phil  | Phil  |       |       |       |       |  |  |  |  |  |  |  |  |
|      |      |      |      | Claire | Claire | Claire | Claire | Claire | Claire |      |      | Phil | Phil | Phil | Phil | Phil  | Phil  |       |       |       |       |  |  |  |  |  |  |  |  |
|      |      |      |      |        |        |        |        |        |        |      |      |      |      |      |      |       |       |       |       |       |       |  |  |  |  |  |  |  |  |
|      |      |      |      |        |        |        |        |        |        |      |      |      |      |      |      |       |       |       |       |       |       |  |  |  |  |  |  |  |  |
| Luke | Luke | Luke | Luke | Luke   | Luke   |        |        | Alex   | Alex   | Alex | Alex | Alex | Alex |      |      | Haley | Haley | Haley | Haley | Haley | Haley |  |  |  |  |  |  |  |  |
| Luke | Luke | Luke | Luke | Luke   | Luke   |        |        | Alex   | Alex   | Alex | Alex | Alex | Alex |      |      | Haley | Haley | Haley | Haley | Haley | Haley |  |  |  |  |  |  |  |  |
|      |      |      |      |        |        |        |        |        |        |      |      |      |      |      |      |       |       |       |       |       |       |  |  |  |  |  |  |  |  |

### Phil Dunphy
Philip Humphrey "Phil" Dunphy (Ty Burrell) er Claires mand igennem 20 år, som ser sig selv som en "sej far." Han  forsøger konstant at finde måder at bonde med sine tre børn på. Han er meget konkurrenceorienteret, et eksempel på hans natur, er at han altid vil slå sin søn i basketball. Han har en meget ungdommelig holdning, og henvises til af Claire som "barnet [hun er] gift med." Han bruger en forældremetode, som han kalder "peerenting", som er en kombination af at tale som en ven, men fungerer som en forælder.
Phil er en ejendomsmægler, der er meget sikker på sit arbejde, og siger på et tidspunkt, at "Jeg kunne sælge en pels til en eskimo." Phil har et alvorligt tilfælde af coulrofobi, som først afsløres da, trods Mitchells indvending, Cameron kommer til Lukes fødselsdagsfest, klædt som en klovn. Dette kan stamme fra, at Phil har fundet en død klovn i skoven, da han var barn. 

### Claire Dunphy
Claire Melinda Dunphy (Julie Bowen), født Pritchett er Phils kone, Jays datter, Mitchells ældre søster, Glorias steddatter, Mannys stedsøster, Joes halvsøster og hjemmegående curlingmor til familiens meget forskellige børn. Hun var engang et vildt barn, der lavede mange fejl i årenes løb, og hun er bange for, at hendes børn kunne lave de samme fejl, især hendes ældste datter, Haley. Hun er ofte udmattet af stress skabt af hendes familie, men hun er stadig en kærlig mor. Hun har svært ved at kontrollere Haleys uafhængighed og uansvarlighed, Alex' manipulerende karakter og Lukas mangel på sund fornuft. Hun bliver også irriteret over sin mand, Phil, hele tiden.

### Haley Dunphy
Haley Gwendolyn Dunphy (Sarah Hyland) er Claire og Phils ældste datter, som er karakteriseret ved at være en stereotyp teenager. 
Haley er afbildet som en smule flirtende pige, der fokuserer mere på social status end studier. Hun er lidt naiv, især når det kommer til at argumentere mod sine forældre. Imidlertid er hun til tider overraskende snedig, som når hun udskærer en mobiltelefon ud af sæbe for at vinde en konkurrence for at se, hvem der i længest tid kan undvære brugen af teknologi.

### Alex Dunphy
Alexandra Anastasia "Alex" Dunphy (Ariel Winter) begynder som den 13-årige datter og mellemste barn af Claire og Phil og bliver 17 i sæson fem. Alex er den mest intelligente af de tre søskende.

### Luke Dunphy
Lucas Philip "Luke" Dunphy (Nolan Gould) er Claire og Phils uregerlige søn, som ofte lever i sin egen verden. 

## Pritchett-Delgado-familien

### Jay Pritchett
Jay Francis Pritchett (Ed O'Neill) er far til Claire, Mitchell og Joe; Glorias mand; morfar til Haley, Alex and Luke; farfar til Lily; svigerfar til Phil og Cam; og stedfar til Manny.

### Gloria Pritchett
Gloria Maria Ramírez-Pritchett (Sofía Vergara), førhen Delgado og født Ramírez, er Jays anden kone og mor til Manny og Joe.

### Manny Delgado
Manuel Alberto "Manny" Delgado (Rico Rodriguez), Glorias søn fra hendes første ægteskab med Javier, er meget udadvendt og ikke mindst selvbevidst.

### Joe Pritchett
Fulgencio Joseph "Joe" Pritchett er Gloria og Jays søn. Gloria meddelte, at hun var gravid med ham i den sidste episode af sæson 3. Hans eksistens blev afsløret for resten af familien i den første episode af sæson 4, og han blev født i episoden "Party Crasher". Joes dåb fandt sted i episoden "Fulgencio". I sæson 5 episoden "Spring-a-Ding-Fling" begynder han at gå. 
I episoden "Larry's Wife" tilkalder Gloria præsten, da hun tror, at der er fløjet onde ting ind i Joe. Præsten velsigner Joe. Joe stjæler præstens tegnebog. Gloria returnerer tegnebogen og undskylder. Senere i sæson 5 episoden "And One to Grow On", er det Joes fødselsdag, og Jay vil genbruge fødselsdagsdekorationen fra Mannys fødselsdagsfest dagen før, men Gloria nægter. I episode "Queer Eyes, Full Hearts", lærer Mannys spansklærer Joe at svømme.